# Červený kopec (národní přírodní památka)
Červený kopec je národní přírodní památka ve Štýřicích v Brně. Nachází se na jihovýchodním svahu Červeného kopce. Památku tvoří dvě navzájem oddělená území. Větší z nich je severozápadní částí těžebního prostoru tzv. Kohnovy cihelny, asi 200 metrů severně od ulice Jihlavská, menší se pak nachází přímo u Jihlavské ulice, nad tramvajovou tratí, poblíž brněnského krematoria. Národní přírodní památku spravuje CHKO Moravský kras.
Důvodem ochrany je opěrný profil s kvartérními sedimenty, paleontologické naleziště. Jedná se o ojedinělý čtvrtohorní profil se sprašemi a pohřbenými půdami. Průběžná sedimentace spraší zachycuje téměř celé období čtvrtohor, tedy zhruba dva miliony let. Proto je tato památka cílem řady exkurzí a vědeckých konferencí. Areál přírodní památky náležel do šedesátých let 20. století ke katastrálnímu území Bohunice.

## Geologie
Podloží je tvořeno granodiority a diority brněnského masívu. Následují devonské vápence a arkózové pískovce. Neogenní brněnské písky a vápnité jíly jsou miocenního stáří. Komplex čtvrtohorních sedimentů počíná terasovými fluviálními štěrkopísky, dále spraše a sprašové hlíny (stáří riss, wúrm) s pohřbenými půdními horizonty. Celkem se v nadloží říčních teras Svratky vyskytuje třináct půdních komplexů, které jsou mezinárodním opěrným profilem s hranicí B/M (Brunhes/Matuyama, střední-spodní pleistocén), datovanou na 780 000 let. Paleontologický průzkum půd přinesl nálezy obratlovců Castor fiber, Meles meles, M. meles atavus, Ursus sp., Bizon priscus, Bos primigenius a další.

## Flóra
Z dřevin je zastoupena expanzivní svída krvavá (Cornus sanguinea), brslen evropský (Euonymus europaeus), růže šípková (Rosa canina), na zastíněných a vlhčích svazích roste bříza bělokorá (Betula pendula), topol osika (Populus tremula), topol bílý (Populus alba) a vrba jíva (Salix caprea). V bylinném patru je významná strdivka sedmihradská (Melica transsilvanica), dále tu roste hlaváč žlutavý (Scabiosa ochroleuca), chřest lékařský (Asparagus officinalis), komonice bílá (Melilotus albus), komonice lékařská (M. officinalis), prorostlík srpovitý (Bupleurum falcatum), proskurník lékařský (Althaea officinalis), pryšec mnohobarvý (Tithymalus epithymoides), smldník alsaský (Peucedanum alsaticum), na osluněných slepencových výchozech teplomilná tařinka horská (Alyssum montanum), rozsáhlé plochy tvoří třtina křovištní (Calamagrostis epigejos).

## Fauna
Z významnějších druhů motýlů je to bělopásek dvouřadý (Limenitis camilla), okáč medyňkový (Hipparchia fagi), pestrobarvec petrklíčový (Hamearis lucina), soumračník slézový (Carcharodus alceae) a vřetenuška přehlížená (Zygaena minos). Dříve tu byli zjištěni obaleč (Eucosma metzneriana), zavíječ (Euzophera cinerosella), pouzdrovníček (Coleophora millefolii) a roku 1865 byl objeven do té doby neznámý druh chobotníčka (Bucculatrix absinthii).

## Archeologické nálezy
V západní části cihelny byly nalezeny dva kamenné nástroje (valounové sekáče) stáří 8000–9000 let, při výstavbě panelárny byla odkryta kamenná industrie mladého paleolitu (40 tisíc let), podobná nálezům ze Stránské skály.